# Municipio de Cedar (condado de Lucas)
El municipio de Cedar (en inglés: Cedar Township) es un municipio ubicado en el condado de Lucas en el estado estadounidense de Iowa. En el año 2010 tenía una población de 234 habitantes y una densidad poblacional de 2,49 personas por km².

## Geografía
El municipio de Cedar se encuentra ubicado en las coordenadas 41°1′49″N 93°9′21″O / 41.03028, -93.15583. Según la Oficina del Censo de los Estados Unidos, el municipio tiene una superficie total de 93.83 km², de la cual 93,83 km² corresponden a tierra firme y (0 %) 0 km² es agua.

## Demografía
Según el censo de 2010, había 234 personas residiendo en el municipio de Cedar. La densidad de población era de 2,49 hab./km². De los 234 habitantes, el municipio de Cedar estaba compuesto por el 99,57 % blancos, el 0,43 % eran asiáticos. Del total de la población el 0,43 % eran hispanos o latinos de cualquier raza.